# Cheilosia velutina
Cheilosia velutina es una especie de sírfido. Se distribuyen por el paleártico en Eurasia.